# Séisme de 2010 en Nouvelle-Zélande
Le séisme de 2010 en Nouvelle-Zélande est un tremblement de terre d'une magnitude de 7,0 dans la région de Canterbury sur l'Île du Sud en Nouvelle-Zélande.